# Ives Gandra Martins Filho
Ives Gandra da Silva Martins Filho GOMM • GCRB (São Paulo, 9 de maio de 1959) é um jurista, professor e magistrado brasileiro. É ministro do Tribunal Superior do Trabalho (TST) desde 1999 e foi presidente desse tribunal de 2016 a 2018.
Como membro do TST, foi conselheiro do Conselho Nacional de Justiça (2009-2011), do Conselho Superior da Justiça do Trabalho (2004-2005) e corregedor-geral desse órgão.
Foi, anteriormente, subprocurador-geral do trabalho (1988-1999), assessor especial da Casa Civil da Presidência da República (1997-1999) e professor da Universidade de Brasília (1984-1988), pela qual é mestre em direito. Concluiu o doutorado pela Universidade Federal do Rio Grande do Sul. Possui diversas obras publicadas sobre direito do trabalho.
É filho do advogado e professor Ives Gandra da Silva Martins e irmão da Secretária Municipal de Relações Internacionais de São Paulo Angela Gandra. Sobrinho do pianista e maestro João Carlos Martins e do pianista e professor José Eduardo Martins. 
Assim como o pai, é membro da prelazia católica Opus Dei e considerado um jurista conservador.   

## Carreira
Ives Gandra Filho formou-se em direito pela Universidade de São Paulo (USP) em 1981. Concluiu o mestrado pela Universidade de Brasília (UnB) em 1991, tendo sido orientado por José Carlos Moreira Alves, e o doutorado pela Universidade Federal do Rio Grande do Sul (UFRGS) em 2014.
Atuou como advogado nas áreas cível e trabalhista em 1982. De 1983 a 1988, foi analista judiciário do Tribunal Superior do Trabalho (TST), tendo sido assessor do ministro Carlos Coqueijo Costa. Tornou-se procurador do trabalho em 1988, e foi assessor especial do então subchefe de assuntos jurídicos Gilmar Mendes na Casa Civil da Presidência da República entre 1997 e 1999, quando foi indicado pelo presidente Fernando Henrique Cardoso para o cargo de ministro do TST, em vaga do quinto constitucional destinada a membro do Ministério Público.
Lecionou direito do trabalho e processo do trabalho no curso de graduação da UnB de 1984 a 1988 e direito comparado do trabalho no curso de pós-graduação do Centro de Ensino Unificado de Brasília (CEUB) em 1990. Em 2006, foi condecorado pelo vice-presidente José Alencar por méritos como ministro do TST com a Ordem do Mérito Militar no grau de Grande-Oficial.
Foi Conselheiro do Conselho Nacional de Justiça, representando o TST, de 2009 a 2011. Em 26 de fevereiro de 2016, tornou-se presidente do tribunal, com mandato de 2 anos, encerrado em 26 de fevereiro de 2018.
Em 2017, foi cotado pelo governo Michel Temer para o cargo de ministro do Supremo Tribunal Federal,  porém sofreu resistência em razão de defender posições tidas como muito conservadoras, que também lhe geraram críticas por parte de advogados e magistrados.  Após, foi novamente cotado para o STF durante o governo Jair Bolsonaro.

## Posições jurídicas e políticas
Gandra Filho é adepto do jusnaturalismo e considera que a ordem jurídica é fundamentada em um núcleo mínimo de direitos humanos, o direito natural, devendo o direito ser fundado em exigências naturais que lhe dão fundamento. Sua concepção do direito natural é apontada como uma forma ligada ao neotomismo.
No direito do trabalho, é defensor da flexibilização das leis trabalhistas. Em relação ao trabalho análogo à escravidão, acolheu, como presidente do TST, em março de 2017, o pedido de suspensão da divulgação da "lista suja" de empregadores que exploram trabalho escravo, apesar de a lista ser considerada pelas Nações Unidas como uma medida fundamental na repressão a práticas de violação de direitos humanos no Brasil. Em abril de 2017, posicionou-se a favor do fim do imposto sindical, proposta do deputado federal Rogério Simonetti Marinho. Em audiência no Senado Federal, em maio de 2017, afirmou que indenizações por acidentes do trabalho não podem ser “altas”, porque isso estimularia a automutilação pelos trabalhadores. Segundo ele, existe um "ativismo judicial pró-trabalhador" na Justiça do Trabalho e em outras esferas do Poder Judiciário.
No campo do direito penal, manifestou-se favorável à possibilidade de prisão a partir da condenação em segunda instância, defendendo a aplicação do mesmo princípio a outras áreas do direito, para executar decisões judiciais após o julgamento em segunda instância.
Com relação ao direito de família, é desfavorável à união homoafetiva, tendo-a comparado ao bestialismo em um artigo, ao usar como exemplo uma mulher casada com um cavalo. Defende que na lei positiva o casamento deve ser indissolúvel e que o divórcio é contrário à lei natural, e considera que o princípio da autoridade na família está ordenado de forma que a mulher deve obedecer ao marido, ainda que acredite no "compartilhamento da autoridade" na família. Em resposta a críticas, declarou não ser machista, explicando que sua visão do princípio da autoridade se baseava na obra da filósofa Edith Stein. No entanto, a Associação Nacional de Pós-Graduação em Filosofia respondeu que esse era um entendimento equivocado da obra de Stein, a qual defendia a ocupação de papéis de destaque na política e no trabalho por mulheres e em momento algum sustentou a primazia da autoridade do homem na família. Gandra também afirmou ser contra a homofobia e defender que "as pessoas homossexuais devem ser respeitadas em sua orientação e ter seus direitos garantidos, ainda que não sob a modalidade de matrimônio para sua união". Nesse sentido, ele afirmou que decisões progressistas do Supremo Tribunal Federal trazem impactos negativos sobre a sociedade cristã brasileira.
Em entrevista à Sociedade Chesterton Brasil, organização dedicada ao escritor católico inglês G. K. Chesterton, Gandra Filho defendeu o fim da "generalização dos cursos superiores", criticando que se faça faculdade "apenas para tirar diploma". Para ele, "não se trata de elitizar, mas de exigir mais dos que ingressam no ensino médio e superior, para se obter profissionais de qualidade e não meros diplomados." Na entrevista, Ives julgou aplicável ao cenário brasileiro o distributismo, teoria socioeconômica católica que propõe a difusão do capital e da propriedade entre o maior número de pessoas possível, ressaltando: "Se nos ativermos a viver os princípios da doutrina social cristã em matéria de Justiça Social, conjugando, por exemplo, o princípio da proteção com o da subsidiariedade, teremos a justa equação do ponto de vista do equilíbrio na intervenção do Estado no domínio econômico e social, implementando aquela que é a Justiça Distributiva por natureza."
Em junho de 2022, durante um evento no Palácio do Planalto, o ministro Ives Gandra aplaudiu uma fala do presidente Jair Bolsonaro em que este declarou que iria descumprir decisões do Supremo Tribunal Federal, fato que foi recebido com perplexidade por membros de tribunais. Ante a repercussão do episódio, o ministro do TST afirmou que entendeu a fala de Bolsonaro como "um desabafo de cidadão comum" e que ele próprio não se sentia confortável "com o ativismo judicial, com a forma como o Judiciário está funcionando".

## Vida pessoal
Católico, Gandra Filho é dedicado à vida religiosa, sendo membro numerário do Opus Dei, residindo em uma casa pertencente à prelazia, para a qual doa 70% de seu salário, e tendo feito votos de pobreza e de castidade. Fora da área jurídica, tem predileção pelos escritores J. R. R. Tolkien, autor de O Senhor dos Anéis, sobre o qual publicou o manual O Mundo do Senhor dos Anéis, e G. K. Chesterton, de quem traduziu e prefaciou o livro Ortodoxia para a editora Ecclesiae.

## Livros
São os livros publicados por Ives Gandra Filho:
- Teoria e Prática do Recurso Extraordinário Trabalhista. São Paulo: Saraiva, 1986.
- Manual de Contribuições Especiais (em coautoria com Ives Gandra Martins). São Paulo: Revista dos Tribunais, 1987.
- Curso de Direito Material e Processual do Trabalho. Rio de Janeiro: COAD, 1988.
- Manual Esquemático de Direito e Processo do Trabalho. São Paulo: Saraiva, 1990.
- A Legitimidade do Direito Positivo - Direito Natural, Democracia e Jurisprudência. Rio de Janeiro: Forense Universitária, 1992.
- Ação Civil Pública Trabalhista. Recife: Nossa Livraria, 1997.
- 500 Anos de História do Brasil - Resumo Esquemático. São Paulo: LTr, 1999.
- O Sistema Legal e Judiciário Brasileiro. São Paulo: LTr, 2000.
- Manual Esquemático de História da Filosofia. São Paulo: LTr, 2000. v. 01.
- História do Trabalho, do Direito do Trabalho e da Justiça do Trabalho (Organizador, junto a Amauri Mascaro Nascimento e Irany Ferrari). São Paulo: LTr, 2002.
- Manual do Trabalho Voluntário e Religioso. São Paulo: LTr, 2002.
- O Mundo do Senhor dos Anéis. Lisboa: Europa-América, 2003. (Editado no Brasil pela Martins Fontes, 2006).
- Processo Coletivo do Trabalho. São Paulo: LTr, 2003. v. 01.
- A Questão do Aborto: aspectos jurídicos fundamentais.  1. ed. São Paulo: Quartier Latin, 2008. v. 1. 127 p.
- Manual de Direito e Processo do Trabalho. 19. ed. São Paulo, SP: Saraiva, 2009. v. 1. 510 p.
- A Efetividade do Direito e do Processo do Trabalho. 1. ed. Rio de Janeiro, RJ: Elsevier, 2010. v. 1. 320 p.
- Ética e Ficção: de Aristóteles a Tolkien. 1. ed. Rio de Janeiro, RJ: Elsevier, 2010. v. 1. 267 p.
- A Intervenção do Estado no Domínio Econômico: Condições e Limites (Coordenador, junto a Samantha Ribeiro Meyer-Pflug). São Paulo: LTr, 2011.
- O Estado Laico & A Liberdade Religiosa (Coordenador, junto a Milton Augusto de Brito Nobre). 1ª. ed. São Paulo: LTr, 2011. v. 1. 157p .
- Os Pilares do Direito do Trabalho (Coordenador, junto a Nelson Mannrich e Ney Prado). 1. ed. São Paulo e Porto Alegre: Lex e Magister, 2013. v. 1. 622p.
- O controle disciplinar da magistratura e o perfil ético do magistrado. São Paulo: Saraiva, 2015.
- A Santificação do Trabalho. 1. ed. São Paulo: Molokai, 2022. 156 p.